# Quốc kỳ Jordan
Quốc kỳ Jordan (tiếng Ả Rập: علم الأردن) được chính thức thông qua ngày 18 tháng 4 năm 1928, dựa trên lá cờ của  cuộc Khởi Nghĩa Arab chống lại Đế chế Ottoman trong Chiến tranh thế Giới thứ nhất. Cờ bao gồm vạch ngang đen, trắng và xanh được nối  với nhau bởi một tam giác đỏ.Các vạch màu là tượng trưng cho các triều đại khalip hồi giáo, màu đen đại diện cho Nhà Abbas,màu trắng là Nhà Omeyyad,và màu xanh là Nhà Fatimid. Màu đỏ tượng trưng cho hoàng gia Hashemites và Khởi nghĩa Arab.

## Các điểm đặc trưng
Ngoài các vạch ngang và hình tam giác, một ngôi sao trắng bảy cánh nổi bật trên nền tam giác đỏ. Ngôi sao tượng trưng cho sự thống nhất của người Ả rập. Nó cũng đại diện cho bảy câu thơ trong chương đầu tiên của Kinh koran, hay bảy con đồi nằm ở thủ đô Amman.Bảy cánh đại diện cho niềm tin vào Chúa, lòng nhân đạo, sự khiêm tốn, tinh thần dân tộc, đức hạnh, công lý, và khát vọng.

Cờ với tam giác nhỏ hơn được sử dụng từ năm 1928 đến năm 1939